# Lillestrøm Sportsklubb 2011
Questa voce raccoglie le informazioni riguardanti il Lillestrøm Sportsklubb nelle competizioni ufficiali della stagione 2011.

## Stagione
Il Lillestrøm si classificò al 13º posto finale in campionato, 8 punti sopra la zona retrocessione. A causa della negativa posizione in campionato, il tecnico Henning Berg fu esonerato il 27 ottobre 2011. Petter Belsvik e Magnus Powell furono nominati allenatori fino al termine della stagione in corso. L'avventura della squadra in Norgesmesterskapet finì al quarto turno della competizione, quando il Lillestrøm fu eliminato ai calci di rigore dal Rosenborg.
I calciatori più utilizzati in stagione furono Stefán Logi Magnússon e Steinar Pedersen, entrambi con 29 presenze in campionato e 33 complessive. Anthony Ujah fu il miglior marcatore della squadra, nonostante sia stato ceduto a metà stagione, con 13 reti nella Tippeligaen.

## Maglie e sponsor
Lo sponsor tecnico per la stagione 2011 fu Legea, mentre lo sponsor ufficiale fu Nordea. La prima divisa era composta da una maglietta gialla con rifiniture nere, pantaloncini neri con inserti gialli e calzettoni gialli. Quella da trasferta era invece completamente rossa.
| Casa | Trasferta |

## Rosa
| N. |                     | Ruolo | Calciatore                 |
| -- | ------------------- | ----- | -------------------------- |
| 1  | Islanda (bandiera)  | P     | Stefán Logi Magnússon      |
| 2  | Norvegia (bandiera) | D     | Steinar Pedersen           |
| 3  | Norvegia (bandiera) | D     | Lars-Kristian Eriksen      |
| 4  | Nigeria (bandiera)  | C     | Paul Obiefule              |
| 5  | Islanda (bandiera)  | C     | Stefán Gíslason            |
| 5  | Francia (bandiera)  | D     | Youssef Sekour             |
| 6  | Nigeria (bandiera)  | C     | Effiom Otu-Bassey          |
| 7  | Norvegia (bandiera) | C     | Espen Søgård               |
| 8  | Islanda (bandiera)  | A     | Björn Bergmann Sigurðarson |
| 9  | Norvegia (bandiera) | A     | Henrik Kjelsrud Johansen   |
| 9  | Nigeria (bandiera)  | A     | Anthony Ujah               |
| 10 | Nigeria (bandiera)  | C     | Nosa Igiebor               |
| 11 | Norvegia (bandiera) | C     | Erling Knudtzon            |
| 12 | Svezia (bandiera)   | C     | Alexander Nadj             |
| 13 | Norvegia (bandiera) | D     | Frode Kippe                |
| 14 | Nigeria (bandiera)  | A     | Edwin Eziyodawe            |
| 15 | Uruguay (bandiera)  | A     | Nicolás Mezquida           |

| N. |                     | Ruolo | Calciatore           |
| -- | ------------------- | ----- | -------------------- |
| 16 | Norvegia (bandiera) | C     | Ohi Omoijuanfo       |
| 17 | Norvegia (bandiera) | C     | Nicolay Solberg      |
| 18 | Norvegia (bandiera) | A     | Arild Sundgot        |
| 19 | Norvegia (bandiera) | A     | Fredrik Gulbrandsen  |
| 20 | Norvegia (bandiera) | A     | Stian Ringstad       |
| 21 | Tunisia (bandiera)  | D     | Karim Essediri       |
| 22 | Norvegia (bandiera) | C     | Kristoffer Tokstad   |
| 23 | Norvegia (bandiera) | D     | Pål Steffen Andresen |
| 24 | Norvegia (bandiera) | D     | Marius Høibråten     |
| 25 | Norvegia (bandiera) | D     | Steffen Hjelmtvedt   |
| 26 | Norvegia (bandiera) | D     | Mathis Bolly         |
| 27 | Norvegia (bandiera) | C     | John Haraldsen       |
| 28 | Norvegia (bandiera) | D     | Ruben Gabrielsen     |
| 29 | Norvegia (bandiera) | P     | Andreas Fjeldstad    |
| 31 | Norvegia (bandiera) | D     | Marius Amundsen      |
| –– | Norvegia (bandiera) | C     | Simen Rustadbakken   |

## Calciomercato

### Sessione invernale(dal 01/01 al 31/03)
| Acquisti | Acquisti        | Acquisti         | Acquisti   |
| R.       | Nome            | da               | Modalità   |
| -------- | --------------- | ---------------- | ---------- |
| P        | Alexander Nadj  | Jönköpings Södra | definitivo |
| D        | Youssef Sekour  | svincolato       |            |
| C        | Stefán Gíslason | svincolato       |            |
| C        | Nicolay Solberg | Tønsberg         | definitivo |

| Cessioni | Cessioni           | Cessioni    | Cessioni   |
| R.       | Nome               | a           | Modalità   |
| -------- | ------------------ | ----------- | ---------- |
| P        | André Hansen       |             | svincolato |
| D        | Mads Dahm          |             | svincolato |
| D        | Alhassane Dosso    | Kongsvinger | definitivo |
| D        | Marius Johnsen     |             | svincolato |
| D        | Kristoffer Tokstad | Strømmen    | prestito   |
| C        | Khaled Mouelhi     |             | svincolato |

### Sessione estiva(dal 01/08 al 31/08)
| Acquisti | Acquisti                 | Acquisti     | Acquisti      |
| R.       | Nome                     | da           | Modalità      |
| -------- | ------------------------ | ------------ | ------------- |
| D        | Kristoffer Tokstad       | Strømmen     | fine prestito |
| C        | Paul Obiefule            | Hønefoss     | prestito      |
| C        | Effiom Otu-Bassey        | Bukola Babes | definitivo    |
| A        | Henrik Kjelsrud Johansen | Raufoss      | prestito      |
| A        | Nicolás Mezquida         | Peñarol      | prestito      |

| Cessioni | Cessioni       | Cessioni        | Cessioni   |
| R.       | Nome           | a               | Modalità   |
| -------- | -------------- | --------------- | ---------- |
| P        | Alexander Nadj |                 | svincolato |
| D        | Youssef Sekour |                 | svincolato |
| C        | Nosa Igiebor   | Hapoel Tel Aviv | definitivo |
| C        | Espen Søgård   | Start           | definitivo |
| A        | Anthony Ujah   | Magonza         | definitivo |

## Risultati

### Tippeligaen

#### Girone di andata
| Arbitro: | Hagen (Grue) |

|  |           |                                                         |
|  | Marcatori | 15’, 27’, 64’, 69’ Ujah 45’, 48’ Igiebor 79’ Omoijuanfo |

| Arbitro: | Sandmoen (Kjelsås) |

|          |           |                                                  |
| Ujah 29’ | Marcatori | 7’ Ojo 10’ Guastavino 43’ Korcsmár 69’ Sævarsson |

| Arbitro: | Helgerud (Lier) |

|                                 |           |                                                     |
| Prica 27’, 62’ (rig.), 70’, 89’ | Marcatori | 16’ Knudtzon 46’ (aut.) Olsen 50’ Igiebor 90’ Kippe |

| Arbitro: | Hagen (Grue) |

|            |           |              |
| Boakye 81’ | Marcatori | 53’ Knudtzon |

| Arbitro: | Sælen (Bergen) |

|                                                |           |  |
| Sigurðarson 26’ Ujah 56’, 60’ Igiebor 79’, 86’ | Marcatori |  |

| Arbitro: | Øvrebø (Oslo) |

|            |           |          |
| Tveter 68’ | Marcatori | 76’ Ujah |

| Arbitro: | Moen (Haugesund) |

|  |           |                                                |
|  | Marcatori | 38’ (rig.) Hoseth 54’ (aut.) Kippe 70’ Moström |

| Arbitro: | Johansen |

|                           |           |  |
| Hovland 84’ Halvorsen 85’ | Marcatori |  |

| Arbitro: | Sandmoen |

|                              |           |                 |
| Pedersen 61’ Sigurðarson 90’ | Marcatori | 79’ (rig.) Årst |

| Arbitro: | Kjensli |

|                                    |           |                                            |
| J. Jørgensen 51’ Giæver 72’ (rig.) | Marcatori | 5’ Igiebor 15’ Sigurðarson 78’ (rig.) Ujah |

| Arbitro: | Hagen (Grue) |

|             |           |               |
| Sundgot 76’ | Marcatori | 52’ Myklebust |

| Arbitro: | Staberg |

|                |           |  |
| Abdellaoue 30’ | Marcatori |  |

| Arbitro: | Edvartsen (Hamar) |

|                        |           |                      |
| Ujah 4’, 46’, 74’, 78’ | Marcatori | 77’ Keita 90’ Sankoh |

| Arbitro: | Johansen |

|            |           |  |
| Sellin 45’ | Marcatori |  |

| Arbitro: | Helgerud (Lier) |

|                                |           |                  |
| Gabrielsen 26’ Gulbrandsen 28’ | Marcatori | 68’ Val. Berisha |

#### Girone di ritorno
| Arbitro: | Øvrebø (Oslo) |

|            |           |                                          |
| Brenne 31’ | Marcatori | 68’ Kippe 90’ Sigurðarson 90’ Omoijuanfo |

| Arbitro: | Helgerud (Lier) |

|                                        |           |                             |
| Omoijuanfo 79’ Igiebor 80’, 87’ (rig.) | Marcatori | 23’ Andersen 48’ Abdellaoue |

| Arbitro: | Moen (Haugesund) |

|                                                   |           |           |
| Berget 11’ Kippe 45’ (aut.) Gabrielsen 49’ (aut.) | Marcatori | 70’ Kippe |

| Arbitro: | Berntsen (Vang) |

|                                |           |            |
| Gulbrandsen 50’, 77’ Bolly 88’ | Marcatori | 80’ Giæver |

| Arbitro: | Johnsen |

|            |           |  |
| Eikrem 29’ | Marcatori |  |

| Arbitro: | Kjensli |

|  |           |                                     |
|  | Marcatori | 35’ Hopen 69’ Halvorsen 76’ Hovland |

| Arbitro: | Hagen (Grue) |

|                           |           |  |
| Andreassen 63’ Đurđić 76’ | Marcatori |  |

| Arbitro: | Edvartsen (Hamar) |

|  |           |             |
|  | Marcatori | 72’ Nielsen |

| Arbitro: | Johansen |

|                              |           |  |
| Johannesen 33’ Hoff 73’, 85’ | Marcatori |  |

| Arbitro: | Moen (Haugesund) |

|                                     |           |                                                    |
| Gíslason 36’ (rig.) Gulbrandsen 83’ | Marcatori | 58’, 90’ Moldskred 63’ Larsen 79’ Dočkal 86’ Prica |

| Arbitro: | Hagen (Grue) |

|           |           |               |
| Bolly 26’ | Marcatori | 72’ Ollé Ollé |

| Arbitro: | Staberg |

|                    |           |  |
| Danielsen 30’, 33’ | Marcatori |  |

| Arbitro: | Johansen |

|              |           |               |
| Gíslason 68’ | Marcatori | 30’ Skagestad |

| Arbitro: | Moen (Haugesund) |

|                           |           |  |
| Austin 27’ (rig.) Ojo 72’ | Marcatori |  |

| Lillestrøm 27 novembre 2011, ore 18:00 30ª giornata | Lillestrøm    | 0 – 0 referto | Fredrikstad | Åråsen Stadion (4.853 spett.)\| Arbitro: \| Øvrebø (Oslo) \| |
| Arbitro:                                            | Øvrebø (Oslo) |               |             |                                                              |

### Coppa di Norvegia
| Arbitro: | Valen |

|  |           |                                        |
|  | Marcatori | 26’ Andresen 64’ Gulbrandsen 84’ Kippe |

| Arbitro: | Leirdal |

|  |           |                             |
|  | Marcatori | 77’ Igiebor 84’ Sigurðarson |

| Arbitro: | Hagen (Grue) |

|                                     |                      |                                        |
| Igiebor Solberg Ujah Pedersen Kippe | Tiri di rigore 5 – 4 | Dokken Gabrielsen Nystuen Stokke Sohna |

| Arbitro: | Helgerud (Lier) |

|                            |                      |                       |
| Dorsin 6’ Lustig 110’      | Marcatori            | 74’, 102’ Sigurðarson |
| Prica Lustig Olsen Winsnes | Tiri di rigore 4 – 1 | Igiebor Pedersen Ujah |

## Statistiche

### Statistiche di squadra
| Competizione      | Punti | In casa | In casa | In casa | In casa | In casa | In casa | In trasferta | In trasferta | In trasferta | In trasferta | In trasferta | In trasferta | Totale | Totale | Totale | Totale | Totale | Totale | DR |
| Competizione      | Punti | G       | V       | N       | P       | Gf      | Gs      | G            | V            | N            | P            | Gf           | Gs           | G      | V      | N      | P      | Gf     | Gs     | DR |
| ----------------- | ----- | ------- | ------- | ------- | ------- | ------- | ------- | ------------ | ------------ | ------------ | ------------ | ------------ | ------------ | ------ | ------ | ------ | ------ | ------ | ------ | -- |
| Tippeligaen       | 34    | 15      | 6       | 4       | 5       | 25      | 26      | 15           | 3            | 3            | 9            | 21           | 26           | 30     | 9      | 7      | 14     | 46     | 52     | -6 |
| Coppa di Norvegia | -     | 1       | 0       | 1       | 0       | 0       | 0       | 3            | 2            | 1            | 0            | 7            | 2            | 4      | 2      | 2      | 0      | 7      | 2      | +5 |
| Totale            | -     | -       | -       | -       | -       | -       | -       | -            | -            | -            | -            | -            | -            | -      | -      | -      | -      | -      | -      | -  |

### Statistiche dei giocatori
| Giocatore            | Tippeligaen | Tippeligaen | Tippeligaen | Tippeligaen | Coppa di Norvegia | Coppa di Norvegia | Coppa di Norvegia | Coppa di Norvegia | Totale   | Totale | Totale      | Totale     |
| Giocatore            | Presenze    | Reti        | Ammonizioni | Espulsioni  | Presenze          | Reti              | Ammonizioni       | Espulsioni        | Presenze | Reti   | Ammonizioni | Espulsioni |
| -------------------- | ----------- | ----------- | ----------- | ----------- | ----------------- | ----------------- | ----------------- | ----------------- | -------- | ------ | ----------- | ---------- |
| M. Amundsen          | 0           | 0           | 0           | 0           | 1                 | 0                 | 0                 | 0                 | 1        | 0      | 0           | 0          |
| P. Andresen          | 16          | 0           | 2           | 1           | 2                 | 1                 | 0                 | 0                 | 18       | 1      | 2           | 1          |
| M. Bolly             | 16          | 2           | 2           | 0           | 0                 | 0                 | 0                 | 0                 | 16       | 2      | 2           | 0          |
| L. Eriksen           | 27          | 0           | 6           | 1           | 3                 | 0                 | 1                 | 0                 | 30       | 0      | 7           | 1          |
| K. Essediri          | 28          | 0           | 2           | 0           | 3                 | 0                 | 0                 | 0                 | 31       | 0      | 2           | 0          |
| E. Eziyodawe         | 0           | 0           | 0           | 0           | 0                 | 0                 | 0                 | 0                 | 0        | 0      | 0           | 0          |
| A. Fjeldstad         | 1           | 0           | 0           | 0           | 0                 | 0                 | 0                 | 0                 | 1        | 0      | 0           | 0          |
| F. Gulbrandsen       | 22          | 4           | 4           | 0           | 3                 | 1                 | 0                 | 0                 | 25       | 5      | 4           | 0          |
| J. Haraldsen         | 0           | 0           | 0           | 0           | 0                 | 0                 | 0                 | 0                 | 0        | 0      | 0           | 0          |
| S. Hjelmtvedt        | 0           | 0           | 0           | 0           | 0                 | 0                 | 0                 | 0                 | 0        | 0      | 0           | 0          |
| M. Høibråten         | 1           | 0           | 0           | 0           | 1                 | 0                 | 0                 | 0                 | 2        | 0      | 0           | 0          |
| N. Igiebor           | 17          | 8           | 4           | 0           | 3                 | 1                 | 1                 | 0                 | 20       | 9      | 5           | 0          |
| F. Kippe             | 25          | 3           | 5           | 0           | 4                 | 1                 | 0                 | 0                 | 29       | 4      | 5           | 0          |
| H. Kjelsrud Johansen | 4           | 0           | 2           | 0           | 0                 | 0                 | 0                 | 0                 | 4        | 0      | 2           | 0          |
| E. Knudtzon          | 21          | 2           | 0           | 0           | 2                 | 0                 | 0                 | 0                 | 23       | 2      | 0           | 0          |
| S. Magnússon         | 29          | 0           | 1           | 1           | 4                 | 0                 | 0                 | 0                 | 33       | 0      | 1           | 1          |
| N. Mezquida          | 1           | 0           | 0           | 0           | 0                 | 0                 | 0                 | 0                 | 1        | 0      | 0           | 0          |
| A. Nadj              | 1           | 0           | 0           | 0           | 0                 | 0                 | 0                 | 0                 | 1        | 0      | 0           | 0          |
| P. Obiefule          | 12          | 0           | 1           | 1           | 0                 | 0                 | 0                 | 0                 | 12       | 0      | 1           | 1          |
| O. Omoijuanfo        | 21          | 3           | 0           | 0           | 3                 | 0                 | 0                 | 0                 | 24       | 3      | 0           | 0          |
| E. Otu-Bassey        | 3           | 0           | 2           | 0           | 0                 | 0                 | 0                 | 0                 | 3        | 0      | 2           | 0          |
| S. Pedersen          | 29          | 1           | 4           | 0           | 4                 | 0                 | 1                 | 0                 | 33       | 1      | 5           | 0          |
| S. Ringstad          | 19          | 0           | 4           | 0           | 1                 | 0                 | 0                 | 0                 | 20       | 0      | 4           | 0          |
| S. Rustadbakken      | 0           | 0           | 0           | 0           | 1                 | 0                 | 0                 | 0                 | 1        | 0      | 0           | 0          |
| Y. Sekour            | 0           | 0           | 0           | 0           | 0                 | 0                 | 0                 | 0                 | 0        | 0      | 0           | 0          |
| B. Sigurðarson       | 20          | 5           | 1           | 0           | 3                 | 3                 | 0                 | 0                 | 23       | 8      | 1           | 0          |
| E. Søgård            | 17          | 0           | 3           | 0           | 4                 | 0                 | 0                 | 0                 | 21       | 0      | 3           | 0          |
| N. Solberg           | 7           | 0           | 0           | 0           | 3                 | 0                 | 1                 | 0                 | 10       | 0      | 1           | 0          |
| A. Sundgot           | 4           | 1           | 0           | 0           | 0                 | 0                 | 0                 | 0                 | 4        | 1      | 0           | 0          |
| K. Tokstad           | 3           | 0           | 0           | 0           | 0                 | 0                 | 0                 | 0                 | 3        | 0      | 0           | 0          |
| A. Ujah              | 12          | 13          | 0           | 0           | 3                 | 0                 | 0                 | 0                 | 15       | 13     | 0           | 0          |